# Sin ti... sin mí
«Sin ti... sin mí» es una canción de Ricardo Arjona lanzada en febrero de 2009 como segundo sencillo de su álbum 5to Piso (2008). 
La canción ha sido medianamente exitosa para Ricardo Arjona, y no ha conseguido el éxito esperado, que era superar al predecesor segundo sencillo "Quiero" del álbum Quién Dijo Ayer, pero como de costumbre, la canción alcanzó el número uno en Argentina.

## Formato y lista de canciones
Sencillo digital
1. «Sin ti... sin mí» (Versión sencillo) — 4:20

## Listas musicales de canciones
| Listas (2009)                    | Mejor posición |
| -------------------------------- | -------------- |
| U.S. Billboard Hot Latin Songs   | 4              |
| U.S. Billboard Latin Pop Airplay | 2              |